# دبی العالمیه
دبی العالمیه (عربی: دبی العالمیة) یک شرکت سرمایه‌گذاری ثبت شده در منطقه شیخ‌نشین دوبی، امارات متحده عربی، است که به خصوص در زمینه مشاوره و مدیریت طرح‌های تجاری، صنعتی و ساختمانی دولت دوبی فعالیت دارد.
این شرکت در بهار سال ۲۰۰۶ براساس فرمان حاکم دوبی، که در عین حال معاون رئیس و نخست‌وزیر امارات نیز هست، تأسیس شد و بخش عمده سهام آن نیز به او تعلق دارد.
کوتاه مدتی پس از تأسیس دبی العالمیه، این شرکت به تأسیس یک شرکت صاحب سهام با شعبه‌هایی در ده‌ها شهر جهان مبادرت ورزید و مجموعه شرکت‌های تحت مالکیت آن اجرای طرح‌های بزرگ در بخش‌های ساختمان، شهرک سازی و توسعه تأسیسات زیربنایی به خصوص در دوبی و سایر بخش‌های امارات را در دست گرفتند.

## در دوران رکود اقتصادی
فعالیت‌های اقتصادی این شرکت دولتی که در دوره رونق اقتصاد جهانی کاملاً سودآور به نظر می‌رسید، باعث شد تا شرکت دبی العالمیه و مجموعه شرکت‌های تابع آن، به دریافت وام‌های کلان از موسسات مالی و سرمایه‌گذاران داخلی و خارجی منجر شد.
با بروز رکود در اقتصاد جهانی، و به خصوص در بخش ساختمان، سرمایه‌گذاری‌های شرکت دبی العالمیه ارزش پیش‌بینی شده خود را از دست داد و این شرکت برای بازپرداخت بدهی‌های خارجی خود با دشواری مواجه شد.
در آذر ۱۳۸۸ جمع بدهی‌های این شرکت بین سی تا پنجاه میلیارد دلار گزارش شده. دوبی ورلد به تازگی مبلغ پنج میلیارد دلار را از طریق فروش اوراق قرضه از بانک‌های مستقر در شیخ نشین ابوظبی قرض کرده اما ظاهراً این مبلغ نیز تکافوی بازپرداخت بهره وام‌های قبلی و اصل وامهای سررسید شده را نمی‌دهد. در ماه دسامبر ۲۰۰۹ زمان بازپرداخت بخش قابل توجهی از بدهی‌های یکی از شرکت‌های عمده وابسته به دبی العالمیه فرا می‌رسد و برخی کارشناسان مالی در مورد امکان طرح شکایت حقوقی توسط برخی از طلبکاران و در خواست اعلام ورشکستگی شرکت خبر داده بودند.